# Каррильо, Альфонс Ласо де ла Вега
Альфонс Ласо де ла Вега Каррильо (исп. Carrillo Laso de la Vega) — испанский писатель начала XVII века.
Оставил несколько произведений в прозе и стихах, лёгких и грациозных; одно из них, «De la Importancia de los Ceyes» (1626), носит отпечаток истинного поэтического одушевления. Другие произведения К.: «Soberania del reino de España» (Кордова, 1626), «Virtudes reales» (Кордова, 1626); «Sagrada Eratos y meditaciones Davidicas» (Неаполь, 1657).